# Тиби

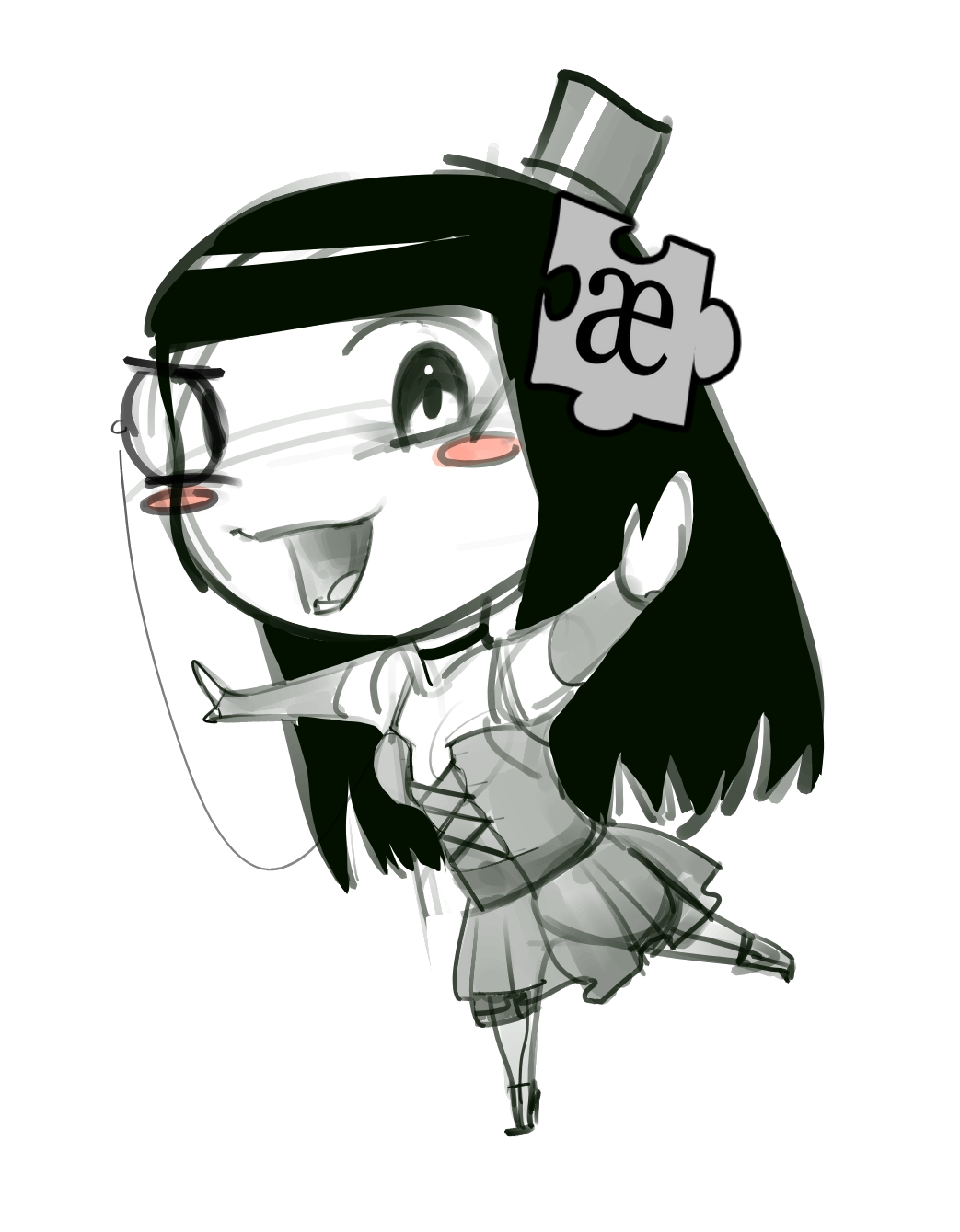
Олицетворение Encyclopædia Dramatica в тиби-стиле

Тиби (яп. ちび или チビ [tɕibʲi], букв. «маленький»), жарг. чиби — стиль рисунка аниме-персонажей с маленьким туловищем и большой, практически соразмерной ему, головой. Обычно рост канонически составляет 3−5 высот головы, что соответствует детским пропорциям. Часто используется в отдельных эпизодах для подчёркивания комичности ситуации или более яркого выражения эмоций персонажа, но также существует довольно много картин, снятых полностью в тиби-стиле.
Обычно тиби-персонажи выглядят достаточно милыми, говорят детским голосом и нередко отличаются капризным или нервным характером. Другими заметными чертами тиби-стиля являются огромные овальные глаза персонажей, занимающие большую часть лица, а также схематично прорисованные конечности. Пальцы на руках обычно не изображаются, создавая ощущение того, что персонаж носит варежки, кроме того, упрощению подвергаются и ступни, на месте которых рисуются клиновидные элементы, служащие продолжением ног.

## Пропорции
Голова сильно деформированного персонажа обычно составляет от одной трети до половины его высоты. Помимо изменённых пропорций, сильно деформированные персонажи обычно лишены деталей своих полноразмерных аналогов. В результате, когда персонаж средних пропорций изображается как сильно деформированный персонаж, некоторые аспекты его дизайна будут упрощены, а другие преувеличены. Складки на одежде игнорируются, предпочтение отдается общим формам. Если у персонажа есть характерная черта (странные волосы, определённый аксессуар и т. д.), в тиби-версии они сохраняются.

## Использование в медиа
Одним из примеров использования тиби в японском языке, который привлек внимание западных поклонников к этому термину, является Тибиуса; это домашнее имя дочери Усаги Цукино из «Сейлор Мун» происходит от «Тиби Усаги» («Крошка-Усаги»). Художественный стиль тиби является частью японской культуры и встречается повсюду: от рекламы и указателей в метро до аниме и манги. Этот стиль был популяризирован такими франшизами, как «Жемчуг дракона» и Gundam в 1980-х годах. Он используется в качестве комического приёма в аниме и манге, делая дополнительный акцент на эмоциональной реакции персонажа.
Сильно деформированный художественный стиль под влиянием аниме появился и в американских медиа, таких, как комикс Homestuck и мультсериалы «Юные Титаны» и «Аватар: Легенда об Аанге».